# Casa à Rua 28 de Setembro, n. 8
A Casa à Rua 28 de Setembro, n. 8 é uma edificação localizada em Salvador, município do estado brasileiro da Bahia. Foi tombada pelo Instituto do Patrimônio Histórico e Artístico Nacional (IPHAN) em 1962, através do processo de número 637
Casa urbana, distribuída em dois pavimentos, com construção em alvenaria de tijolo. Primitivamente, talvez não fosse uma unidade autônoma mas, simplesmente, um anexo do sobrado vizinho de nº 25. O edifício foi muito prejudicado pelas alterações inadequadas que ocorreram nos séculos XIX e XX, como alteração dos vãos no pavimento térreo e substituição do assoalho por lajes. A sobreloja apesar de muito alterada, mantém entrada independente pela rua Saldanha da Gama. O acesso ao pavimento superior é feito por um pequeno saguão, independente das lojas. A fachada da Rua do Saldanha apresenta balcões com bacias em pedra e guarda-corpo de ferro do século XIX.

Foi tombado pelo IPHAN em 1962, recebendo tombo de belas artes (Inscrição 464/1962).